# Odontaster australis
Odontaster australis is een zeester uit de familie Odontasteridae.
De wetenschappelijke naam van de soort werd in 1926 gepubliceerd door Hubert Lyman Clark.